# On the Subject of Moving Forward
On the Subject of Moving Forward —en español: «En el Tema de Seguir Adelante»— es el primer EP lanzado de manera independiente por la banda de Rock cristiano Fireflight. Este EP fue lanzado dos años después de su álbum debut independiente Glam-Rok (2002) y dos años antes de su primer álbum en un sello discográfico The Healing of Harms (2006).

Posteriormente las canciones "Call", "Waiting" y "Liar" fueron agregadas al álbum The Healing of Harms en el año 2006 aunque la canción "Call" fue renombrada como "Serenity".

## Lista de canciones
| Standard Edition |                  |          |  |
| N.º              | Título           | Duración |  |
| 1.               | «Call»           | 3:10     |  |
| 2.               | «Waiting»        | 3:54     |  |
| 3.               | «Last Kiss»      | 4:11     |  |
| 4.               | «Are You Alone?» | 3:22     |  |
| 5.               | «Liar»           | 4:19     |  |

## Integrantes
- Dawn Michele – Vocalista
- Justin Cox – Guitarra líder, Corista
- Wendy Drennen – Bajo
- Phee Shorb – Batería
- Glenn Drennen – Guitarra eléctrica